# Theridion septempunctatum
Theridion septempunctatum är en spindelart som beskrevs av Lucien Berland 1933. Theridion septempunctatum ingår i släktet Theridion och familjen klotspindlar. Inga underarter finns listade i Catalogue of Life.